# Brigade Anti-Sex

Brigade Anti-Sex est un film de sexploitation belge à thème policier sorti en 1970. Il a été réalisé par Henri Xhonneux, sous le pseudonyme de François-Xavier Morel et le pseudonyme collectif de Joseph W. Rental.

## Synopsis
Un maniaque sexuel (chauve et porteur de chaussures blanches) tue des jeunes femmes en les pénétrant avec différentes parties d'automobile. À chacun de ses crimes, il téléphone au commissaire Jason, chef d'une unité de la police spéciale. La "brigade anti-sex" est constituée de 3 inspecteurs impassibles, dont l'essentiel de l'activité consiste à ramasser les corps diversement déshabillés avec quelques commentaires graveleux, voire leur faire des attouchements. Cependant une des victimes a survécu  : le commissaire décide de l'utiliser comme appât.

## Fiche technique
- Titre : Brigade Anti-Sex
- Réalisation : Henri Xhonneux sous le pseudonyme de François-Xavier Morel et sous le pseudonyme collectif de Joseph W. Rental.
- Production :  Jacques Vercruyssen sous le pseudonyme de James Alexander - Odec
- Scénario : Henri Xhonneux sous le pseudonyme de François-Xavier Morel
- Photographie : E. Beurensky, Yves Tabouret
- Musique : De Wolfe
- Décors : ?
- Montage : Joseph Dassy
- Pays d'origine : Belgique
- Format : 35 mm
- Genre : film policier
- Durée : 87 minutes
- Date de sortie : 1970

## Distribution complète
- Larry Brown
- André Brunet
- Brock Curtis
- Jacqueline De Meester
- Monique Guelton
- To Katinaki
- Christian Maillet
- Marie-Paule Mailleux (sous le pseudonyme de Marie-Laurence)
- Henri Micha
- Numa
- John Pigal
- Helen Pink
- Sisi Saint-Clair

La plupart des noms sont des pseudonymes et seul Christian Maillet a fait une carrière significative (une quinzaine de films). Jacqueline De Meester, Numa et lui-même jouaient également dans Et ma sœur ne pense qu'à ça de Henri Xhonneux (également réalisé en 1970 sous le pseudonyme de Joseph W. Rental et produit par la compagnie belge Odec).

## Commentaire
Le film a été tourné en deux semaines, avec des moyens très réduits : noir et blanc, son mono, quelques voitures et un seul décor d'intérieur. L'essentiel se déroule en extérieur, dans la campagne belge hivernale : le tueur poursuit ses victimes et les déshabille dans un bois. L'inactivité des policiers est meublée par quelques gags récurrents : un inspecteur s'empare du cigare que vient d'allumer son collègue, le chauffeur du commissaire astique sa Bentley en toutes circonstances, etc.

## Sortie
Le film est sorti exclusivement dans les salles belges et n'a jamais été exploité sur support vidéo. L'affiche originale est elle-même considérée comme perdue, seule une version en allemand subsistant.
En France, ce film se vit refuser un visa d'exploitation en 1971.